# Stanisław Zaczkowski
Stanisław Ryszard Zaczkowski (ur. 10 listopada 1928 w Częstochowie, zm. 9 maja 2014 w Warszawie) – komendant główny Milicji Obywatelskiej, wiceminister spraw wewnętrznych, generał dywizji MO, dyplomata.

## Życiorys
Syn Aleksandra i Józefy. Funkcjonariusz milicji od 1946, zatrudniony w Komendzie Powiatowej MO w Olsztynie (1946-1947), słuchacz Szkoły Oficerskiej w Centrum Wyszkolenia MO w Słupsku (1947–1948), w KP MO w Reszlu (1948), ponownie w Olsztynie (1948–1949), wykładowca Wojewódzkiego Kursu Przeszkolenia Szeregowych w Olsztynie (1948–1951), dowódca plutonu WKPS w Zielonej Górze (1951–1952), wykładowca Miejskiego Kursu Przeszkolenia Szeregowych w Poznaniu (1952–1954), komendant powiatowy MO w Poznaniu (1954–1957), dowódca jednostki ZOMO w Komendzie Wojewódzkiej MO (1957–1963), I sekretarz Komitetu Zakładowego PZPR przy KW MO (1963–1967), zastępca dyrektora/dyrektor Biura Prewencji i Ruchu Drogowego Komendy Głównej MO (1967-1971), zastępca komendanta głównego MO (1971–1978), komendant główny MO (1978–1981), podsekretarz stanu w MSW (1981-1987). 
W październiku 1974 na mocy uchwały Rady Państwa PRL został awansowany do stopnia generała brygady MO. Akt nominacyjny wręczył mu w Belwederze przewodniczący Rady Państwa prof. Henryk Jabłoński. W październiku 1985 na mocy uchwały Rady Państwa PRL awansowany do stopnia generała dywizji Milicji Obywatelskiej. Akt nominacyjny wręczył mu w Belwederze 11 października 1985 przewodniczący Rady Państwa PRL prof. Henryk Jabłoński. W grudniu 1985 został członkiem Zespołu do rozpatrzenia i przygotowania propozycji dotyczących uzupełnień i zmian w "Statucie PZPR" przed X Zjazdem PZPR, który odbył się w lipcu 1986. 
W 1988 został przeniesiony do służby zagranicznej, w której pełnił funkcję ambasadora PRL/RP w Mongolii (1988–1991).
Informacja o jego śmierci została ujawniona dopiero w 2019 r. Pochowany obok żony Ireny Zaczkowskiej z domu Czarneckiej (1931-1997) na cmentarzu Powązki Wojskowe w Warszawie (kwatera HIV-3-1b).

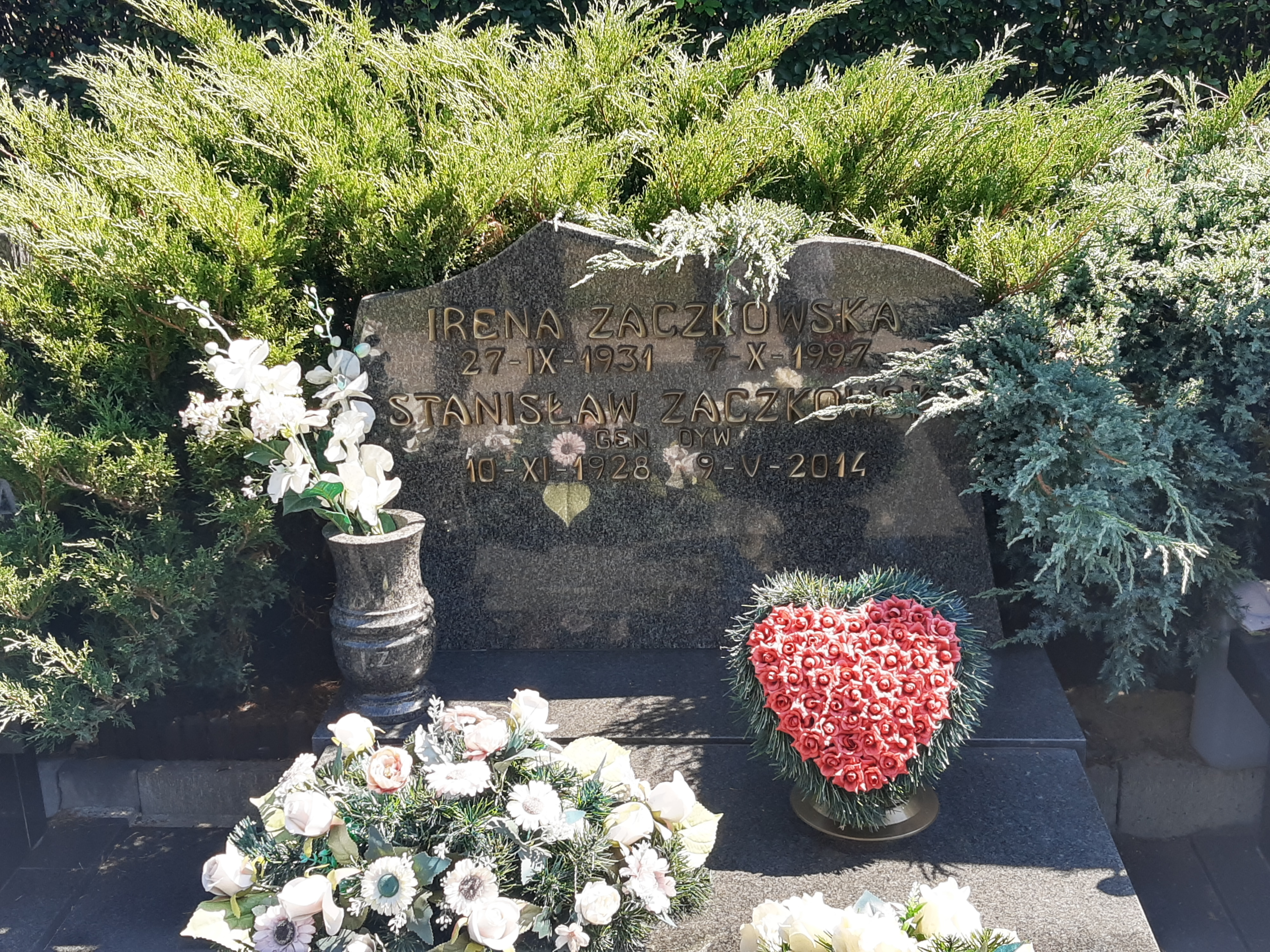
Grób Stanisława Zaczkowskiego na Powązkach Wojskowych

## Odznaczenia
- Order Sztandaru Pracy I klasy (1984)[6]